# Glycymeris glycymeris
Glycymeris glycymeris és una espècie de mol·lusc bivalve de l'ordre Arcida, comú a les mars europees, incloent-hi el Països Catalans.